# Lecomtedoxa nogo
Lecomtedoxa nogo là một loài thực vật có hoa trong họ Hồng xiêm. Loài này được (A.Chev.) Aubrév. mô tả khoa học đầu tiên năm 1956.